# Discozantaena ovata
Discozantaena ovata är en skalbaggsart som beskrevs av Perkins 2005. Discozantaena ovata ingår i släktet Discozantaena och familjen vattenbrynsbaggar. Inga underarter finns listade i Catalogue of Life.